# دنیای ناشناخته خوراکی‌ها
دنیای ناشناخته خوراکی‌ها (انگلیسی: Food Unwrapped) یک برنامهٔ تلویزیونی بریتانیایی است که در سال ۲۰۱۲ منتشر شد. این برنامه از کانال ۴ پخش می‌شود و شبکه من و تو نیز آنرا با دوبله فارسی پخش می‌کند.

## فصل‌ها
| فصل‌ها | فصل‌ها  | قسمت‌ها | زمان پخش        | زمان پخش       |
| فصل‌ها | فصل‌ها  | قسمت‌ها | نخستین قسمت فصل | آخرین قسمت فصل |
| ----- | ------ | ------ | --------------- | -------------- |
|       | فصل ۱  | ۸      | ۱۰ سپتامبر ۲۰۱۲ | ۵ نوامبر ۲۰۱۲  |
|       | فصل ۲  | ۸      | ۳ ژوئن ۲۰۱۳     | ۲۹ ژوئیه ۲۰۱۳  |
|       | فصل ۳  | ۶      | ۲۰ ژانویه ۲۰۱۴  | ۳ مارس ۲۰۱۴    |
|       | فصل ۴  | ۶      | ۱۴ ژوئیه ۲۰۱۴   | ۱۸ اوت ۲۰۱۴    |
|       | فصل ۵  | ۱۳     | ۱۲ ژانویه ۲۰۱۵  | ۲۵ مه ۲۰۱۵     |
|       | فصل ۶  | ۱۶     | ۳۱ اوت ۲۰۱۵     | ۱۴ مارس ۲۰۱۶   |
|       | فصل ۷  | ۴      | ۲۵ مارس ۲۰۱۶    | ۱۵ آوریل ۲۰۱۶  |
|       | فصل ۸  | ۵      | ۹ مه ۲۰۱۶       | ۶ ژوئن ۲۰۱۶    |
|       | فصل ۹  | ۷      | ۲۶ سپتامبر ۲۰۱۶ | ۲۰۱۶           |
|       | فصل ۱۰ | ۵      | ۲۰۱۷            | ۲۰۱۷           |
|       | فصل ۱۱ | ۶      | ۲۰۱۷            | ۲۰۱۷           |
|       | فصل ۱۲ | ۶      | ۲۰۱۷            | ۱۲ دسامبر ۲۰۱۷ |
|       | فصل ۱۳ | ۹      | ۴ ژانویه ۲۰۱۸   | ۲۹ مه ۲۰۱۸     |
|       | فصل ۱۴ | ۸      | ۱۱ ژوئن ۲۰۱۸    | ۲۷ اوت ۲۰۱۸    |
|       | فصل ۱۵ | ۱۲     | ۸ اکتبر ۲۰۱۸    | ۴ فوریه ۲۰۱۹   |
|       | فصل ۱۶ | ۶      | ۱۵ مارس ۲۰۱۹    | ۶ مه ۲۰۱۹      |
|       | فصل ۱۷ | ۱۰     | ۲۶ اوت ۲۰۱۹     | ۹ دسامبر ۲۰۱۹  |
|       | فصل ۱۸ | ۵      | ۲۴ فوریه ۲۰۲۰   | ۲۳ مارس ۲۰۲۰   |